# Eulaema
Eulaema é um gênero das grandes abelhas euglossinas que ocorrem principalmente em regiões Neotropicais.

## Características
São abelhas robustas e peludas, geralmente marrons ou pretas, com ou sem detalhes amarelos ou laranja, lembrando muito as mamangabas. Elas não têm a coloração metálica das abelhas do gênero parente Eufriesea, embora o metassoma possa apresentar tons metálicos fracos. As fêmeas são comumente vistas ao longo de trilhas lamacentas na floresta tropical, acumulando lama em suas corbículas.

### Comportamento
Dentro dos territórios, os machos adotam o comportamento ritualizado de empoleirar-se em um local específico da árvore e bater as asas ou pairar envolvida em exibição masculina. Os machos defendem esses locais sem contato físico prejudicial; se outro macho entra no território, eles voam em círculos apertados até que um deles (geralmente o intruso) saia.

## Distribuição
Eulaema é encontrada do Rio Grande do Sul (Brasil), Misiones (Argentina) e Paraguai até o norte do México com espécimes ocasionais nos Estados Unidos.

## Espécies
As espécies pertencentes a este gênero são:
- E. amabilis Cockerell, 1917
- E. atleticana Nemésio, 2009
- E. basicincta (Moure, 2000)
- E. bennetti Moure, 1967
- E. boliviensis Friese, 1898
- E. bombiformis (Packard, 1869)
- E. bomboides (Friese, 1923)
- E. chocoana Ospina-Torres & Sandino-Franco, 1997
- E. cingulata (Fabricius, 1804)
- E. felipei Nemésio, 2010
- E. flavescens (Friese, 1899)
- E. helvola Moure, 2003
- E. leucopyga Friese, 1898
- E. luteola Moure, 1967
- E. marcii Nemésio, 2009
- E. meriana (Olivier, 1789)
- E. mocsaryi (Friese, 1899)
- E. napensis Oliveira, 2006
- E. nigrita Lepeletier, 1841
- E. niveofasciata (Friese, 1899)
- E. parapolyzona Oliveira, 2006
- E. peruviana (Friese, 1903)
- E. polychroma (Mocsáry, 1899)
- E. polyzona (Mocsáry, 1897)
- E. pseudocingulata Oliveira, 2006
- E. seabrai Moure, 1960
- E. sororia Dressler & Ospina-Torres, 1997
- E. speciosa (Mocsáry, 1897)
- E. tenuifasciata (Friese, 1925)
- E. terminata (Smith, 1874)